# Анастасија (жена Константина IV)
Анастасија (после 650. - после 711.) је била византијска царица (668-685), супруга Константина IV. 

## Биографија

### Владавина
О Анастасијином раном животу не зна се ништа. Она се по први пут јавља у изворима 668. године, када је њен супруг, Константин IV, наследио византијски престо. Константинов отац Констанс II убијен је 15. септембра исте године у кади од стране свог коморника. Анастасија је тако постала византијска царица. Рођење њеног првог сина, Јустинијана II, може се сместити у 668/669. годину. Захваљујући хроникама Теофана Исповедника и цариградског патријарха Нићифора I, као и у "Спису о народима" Константина Порфирогенита, зна се да је Јустинијан рођен на Кипру. Анастасијин други син био је Ираклије. У запису папе Бенедикта писаном између 26. јуна 684. и 8. маја 685. године стоји да је папа добио праменове косе од Јустинијана и Ираклија, као гест добре воље њиховог оца. Константин је умро од дизентерије септембра 685. године. Анастасија га је надживела читаве две деценије.

### Након мужевљеве смрти
Анастасија је поменута у изворима 693/4. године када је подвргнута бичевању од стране Стефана Персијанца, миљеника њеног сина Јустинијана и логотета геника (задуженог за порезе у Царству). Јустинијан се тада није налазио на двору. Током краткотрајних владавина Леонтија и Тиберија III (695-705), судбина Анастасије није позната. Јустинијан се 705. године вратио на престо и владао до 711. године. Погубљен је у побуни Филипика Вардана. Анастасија је покушала да спасе живот свога шестогодишњег унука Тиберија. Одвела га је у светилиште у цркву Свете Марије у Влахерану. Варданови људи су их сустигли и погубили дечака. Да ли је тада убијена и Анастасија, није познато. Лав Граматик помиње да је сахрањена у цркви Светих апостола, заједно са супругом.